# Royal League
Die Royal League war ein von den Fußballverbänden Dänemarks, Schwedens und Norwegens veranstalteter Wettbewerb für Fußballvereinsmannschaften zur Ermittlung eines Skandinavischen Meisters. Sie war zunächst für fünf Jahre geplant und fand erstmals im November 2004 statt. In der Saison 2007/08 wurde der Wettbewerb jedoch abgesagt, da keine Sponsoren gefunden werden konnten, die an den Übertragungsrechten interessiert waren. Für die Saison 2008/09 war eine erneute Auflage geplant. Am 11. Oktober 2008 wurde jedoch bekanntgegeben, dass es zu keiner Austragung des Wettbewerbs kommt, da die TV-Rechte nicht verkauft werden konnten. Dennoch gab es Pläne für die Saison 2009/10, den Wettbewerb unter dem Namen Royal Cup mit insgesamt 15 Mannschaften fortzuführen.
Teilnahmeberechtigt waren jeweils die vier bestplatzierten Mannschaften der Fußballligen der drei beteiligten Länder. Brøndby IF, FC Kopenhagen und Vålerenga Oslo nahmen hierbei an jeder Saison teil.
Mit dem neuen Wettbewerb sollte die lange Pause zwischen den einzelnen Spielzeiten in Skandinavien und die damit verbundenen Einnahmeausfälle überbrückt werden.

## Modus
In der ersten Saison traten die zwölf Teilnehmer zunächst in drei Gruppen mit jeweils vier Mannschaften in Hin- und Rückspiel gegeneinander an, die beiden besten Mannschaften jeder Gruppe waren für eine zweite Gruppenphase qualifiziert, in der in zwei Gruppen mit jeweils drei Vereinen die beiden Finalteilnehmer ermittelt wurden.
Bei der zweiten Ausgabe 2005/06 wurde nur eine Gruppenphase mit drei Gruppen und jeweils vier Mannschaften gespielt, wobei sich die beiden Erstplatzierten sowie die zwei punkt- und torbesten Drittplatzierten für das Viertelfinale qualifizierten, welches wie auch das darauffolgende Halbfinale in einem Hin- und Rückspiel entschieden wurde.
In der dritten Saison wurde der Modus der Gruppenphase beibehalten, das Viertel- und Halbfinale wurden jedoch nur noch in einem einzigen Spiel entschieden.
Das Finale war bei den ersten beiden Ausgaben auf 90 Minuten ausgelegt. Stand es danach Unentschieden, folgte direkt im Anschluss ein Elfmeterschießen. Seit 2006/07 ist beim Stand von Unentschieden nach 90 Minuten zuvor eine Verlängerung von 30 Minuten vorgesehen.

## Bisherige Austragungen der Royal League
| Saison          | Gewinner      | Ergebnis         | Finalist      |
| --------------- | ------------- | ---------------- | ------------- |
| 2004/05 Details | FC Kopenhagen | 1:1, 11:10 i. E. | IFK Göteborg  |
| 2005/06 Details | FC Kopenhagen | 1:0              | Lillestrøm SK |
| 2006/07 Details | Brøndby IF    | 1:0              | FC Kopenhagen |

## Torschützenkönige
| Saison  | Spieler            | Verein         | Tore |
| ------- | ------------------ | -------------- | ---- |
| 2004/05 | Markus Rosenberg   | Malmö FF       | 07   |
| 2005/06 | Tobias Hysén       | Malmö FF       | 06   |
| 2005/06 | Klaus Kærgård      | FC Midtjylland | 06   |
| 2006/07 | Martin Ericsson    | Brøndby IF     | 06   |
| 2006/07 | Jan Derek Sørensen | Vålerenga Oslo | 06   |

## Rekorde

### Einsätze
Nachfolgend eine Auflistung der Spieler mit den meisten Einsätzen im Wettbewerb.
| Platz | Spieler             | Land                                 | Einsätze |
| ----- | ------------------- | ------------------------------------ | -------- |
| 1     | Michael Silberbauer | FC Kopenhagen                        | 25       |
| 2     | Morten Berre        | Vålerenga Oslo                       | 24       |
| 2     | Ardian Gashi        | Vålerenga Oslo (17)/Brann Bergen (7) | 24       |
| 2     | Lars Jacobsen       | FC Kopenhagen                        | 24       |
| 5     | Freddy dos Santos   | Vålerenga Oslo                       | 23       |
| 6     | Tobias Linderoth    | FC Kopenhagen                        | 22       |
| 6     | Oscar Wendt         | IFK Göteborg (13)/FC Kopenhagen (9)  | 22       |
| 8     | Peter Ijeh          | IFK Göteborg (11)/FC Kopenhagen (10) | 21       |
| 8     | André Muri          | Vålerenga Oslo                       | 21       |
| 10    | Thomas Holm         | Vålerenga Oslo                       | 20       |
| 10    | Per Nielsen         | Brøndby IF                           | 20       |
| 10    | Dan Thomassen       | FC Kopenhagen                        | 20       |

### Torschützen
Nachfolgend eine Auflistung der erfolgreichsten Torschützen im Wettbewerb.
| Platz | Spieler             | Land                                       | Tore |
| ----- | ------------------- | ------------------------------------------ | ---- |
| 1     | Fredrik Berglund    | Esbjerg fB (4)/FC Kopenhagen (4)           | 08   |
| 1     | Martin Ericsson     | Aalborg BK (1)/Brøndby IF (7)              | 08   |
| 1     | Tobias Hysén        | Djurgårdens IF                             | 08   |
| 4     | Morten Berre        | Vålerenga Oslo                             | 07   |
| 4     | Markus Rosenberg    | Malmö FF                                   | 07   |
| 4     | Michael Silberbauer | FC Kopenhagen                              | 07   |
| 7     | Peter Ijeh          | IFK Göteborg (3)/FC Kopenhagen (3)         | 06   |
| 7     | Klaus Kærgård       | FC Midtjylland                             | 06   |
| 7     | Jan Derek Sørensen  | Vålerenga Oslo                             | 06   |
| 10    | Steffen Iversen     | Vålerenga Oslo (4)/Rosenborg Trondheim (1) | 05   |
| 10    | Frode Johnsen       | Rosenborg Trondheim                        | 05   |
| 10    | Thomas Kahlenberg   | Brøndby IF                                 | 05   |
| 10    | Stefan Selakovic    | IFK Göteborg                               | 05   |